# Dovjok, Șarhorod
Dovjok (în ucraineană Довжок) este un sat în comuna Simeon Murafa din raionul Șarhorod, regiunea Vinnița, Ucraina.

## Demografie
Componența lingvistică a localității Dovjok
     Ucraineană (100%)
Conform recensământului din 2001, toată populația localității Dovjok era vorbitoare de ucraineană (100%).